# Hakkı Başar
Hakkı Başar (n. 24 septembrie 1969, Provincia Sakarya, Turcia) este un practicant de lupte greco-romane ce a reprezentat Turcia, medaliat olimpic. A participat la 3 ediții ale Jocurilor Olimpice (1992, 1996, 2000) în care a câștigat o medalie de argint.